# 웁살라 빙하

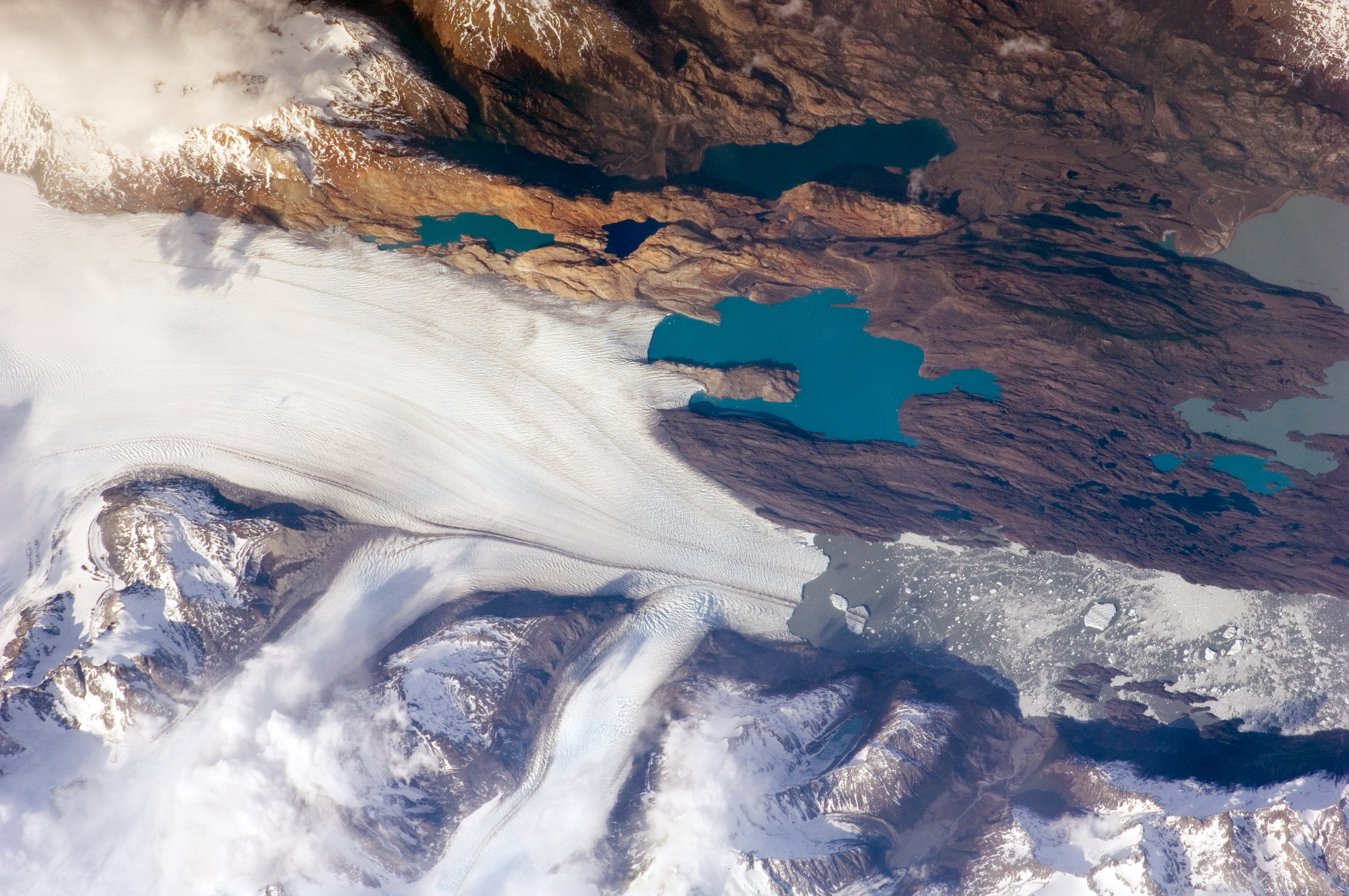
웁살라 빙하

웁살라 빙하(스페인어: Glaciar Upsala)는 아르헨티나 로스글라시아레스 국립공원 내에 있는 빙하이다. 빙하의 이름은 이 지역의 빙하 연구를 지원했던 웁살라 대학교에서 유래된 이름이다.